# Discobola venustula
Discobola venustula är en tvåvingeart som först beskrevs av Alexander 1929.  Discobola venustula ingår i släktet Discobola och familjen småharkrankar. Inga underarter finns listade i Catalogue of Life.